# Pyun Hye-young
Pyun Hye-young (nacido en 1972) es una escritora surcoreana.

## Biografía
Pyun Hye-young nació en Seúl en 1972. Se graduó de Creación Literaria y realizó un máster de Literatura Coreana en la Universidad Hanyang. Después trabajó como oficinista, por lo que aparecen muchos oficinistas en sus historias.

## Obra
Empezó a publicar en el 2000 y ha publicado tres recopilaciones de historias: El jardín Aoi, En dirección al criadero de perros y Noche de cortejo, además de la novela Cenizas y rojo. En 2007 el cuento "En dirección al criadero de perros" ganó el Premio Literario Hankook y en 2009 el relato "El conejo" ganó el Premio Yi Hyo-Seok de Literatura y el Premio al Escritor Joven Actual de 2010, mientras que "Noche de cortejo" ganó en 2011 el Premio Literario Dong-in. En 2014 ganó el premio Yi Sang por su relato "El monzón".
Sus obras tratan varios temas, como la alienación en la vida moderna, describen un mundo apocalíptico y a menudo presentan imágenes bizarras y grotescas. La novela Cenizas y rojo explora la naturaleza dual de la moral humana.

## Obras en coreano (lista parcial)
Recopilaciones de relatos
- El jardín Aoi, 2005
- En dirección al criadero de perros, 2007
- Noche de cortejo, 2011
- Pasa la noche, 2013

Novelas
- Cenizas y rojo, 2010
- Fue al bosque del oeste, 2012

## Premios
- 2007: Premio Literario Hankook Ilbo
- 2007: Premio al Personaje Cultural Ilustre
- 2009: Premio Literario Yi Hyo-Seok
- 2010: Premio al Escritor Joven Actual
- 2012: Premio Literario Dong-in
- 2014: Premio Literario Yi Sang[6]
- 2017: Premio Shirley Jackson[7]